# Unusual You
Unusual You – utwór amerykańskiej piosenkarki Britney Spears, z jej szóstego studyjnego albumu Circus. Singel został wydany w dniu 15 września 2009, jako piąty i ostatni singiel z albumu w Australii i Nowej Zelandii. „Unusual You” to piosenka electropop o miłości przypominająca muzykę Janet Jackson i Gwen Stefani. W piosence występują słowa, które kieruje doświadczona kobieta o znalezieniu nieoczekiwanej miłości. Kompozycja otrzymała w większości pozytywne recenzje od krytyków, którzy pochwalili ją za odejście od reszty albumu. Po wydaniu albumu Circus, piosenka uplasował się na 80. miejscu notowania Billboard Pop 100 ze względu na dobre wyniki ze sprzedaży cyfrowej.

## Tło
„Unusual You” została napisana przez Christiana Karlssona i Pontusa Winnberga z Bloodshy & Avant, a także Kasię Livingston i Henrika Jonbacka, a wyprodukowana przez Bloodshy & Avant. Piosenka została nagrana w Spears w Conway Studios w Los Angeles w Kalifornii, a później została zmiksowana przez Andersa Hvenare i Bloodshy i Avant w Robotberget w Sztokholmie w Szwecji. Piosenka została wydana w dniu 15 września 2009 roku w Australii i Nowej Zelandii.

## Kompozycja
„Unusual You” to piosenka electropop, która została opisana przez Nekesa Mumbi Moody z Associated Press jako „synth-centric”. John Murphy z musicOMH stwierdził, że wokal Spears przypomina „cichy wokal Gwen Stefani”. Powers Ann z Los Angeles Times powiedział, że „Unusual You” niesie „nastrój lśniącego wodospadu”. Według Chrisa Richardsa z The Washington Post, wokal Spears w utworze jest przekształcany w „a spectral coo”. Lirycznie, „Unusual You” opowiada o doświadczonej kobiecie, która znalazła nieoczekiwaną miłość. Spears wyraźanie śpiewa „Czy ktoś powiedział, że twym zadaniem jest złamanie mojego serca?/ spodziewam się tego/ więc dlaczego nie?”.

## Recepcja
„Unusual You” otrzymał dość pozytywne recenzje od krytyków. Ann Powers z Los Angeles Times zauważył, że utwór został nagrany na płytę Circus, ponieważ nie malował „Britney jako manekina, obiekt seksualny, ofiarę paparazzi i odzianą w skórę kochankę”, podobnie jak inne utwory z albumu. Caryn Ganz z Rolling Stone za to jako „melodyjny [i] świecący.” Chris Willman z Entertainment Weekly nazwał „Unusual You” jako utwór „standout” z płyty Circus i dodał: „Spears nadal prezentuje się jako obiekt fantazji, ale to może być jej własna fantazja -... prawdziwej akceptacji następnym razem, Britney, olśniewaj nas więcej. Chris Richards z The Washington Post opisał utwór jako jeden z „kamieni” z albumu, wraz z piosenką „Womanizer” John Murphy z musicOMH opisał wokal Spears jako „sound extraordinarily world-weary for a 27 year old” i dodał, że „daje wskaźnik do ciekawych nowym kierunkom.” Jim Farber z Daily News nazywa piosenkę „może pierwszą naprawdę ładną melodią Spears”. Pareles Jon z The New York Times stwierdził, że „Unusual You” i dwie inne ballady w albumie, jako „tylko próby ciepła”.
Cosyns Poppy z The Sun skrytykował podkład do „Unusual You”: „to brzmi jakby odkryto osady z potencjalnych końców lat dziewięćdziesiątych”. Cameron Adams z Herald Sun opisał piosenkę „Unusual You” jako „momentami zaskakującą, subtelną i skuteczną”. Steve Jones z USA Today opisał piosenkę jako „saccharin”, dodając, że „ona (Spears) brzmi znacznie lepiej w dance”. Jim DeRogatis z Chicago Sun-Times skrytykował „Unusual You” jako „bezwstydne naśladowanie Madonny”. Nekesa Mumbi Moody z Associated Press powiedział, że album Spears „Circus” jest najbardziej osobistym i emocjonalnym”, a także pochwalił wolniejsze utwory, zwłaszcza w „Unusual You” Po wydaniu Circus w grudniu 2008 roku, „Unusual You” otrzymał miejsce osiemdziesiąte na liście Billboard Pop 100 ze względu na wysokie wyniki ze sprzedaży cyfrowej.

## Lista utworów
- Australian CD single

1. „Unusual You” – 4:21
2. „Shattered Glass” – 2:53

## Personel
- Britney Spears – wokal główny
- Bloodshy & Avant – tekst piosenki, mixing, programming, keyboardy, bass i gitara
- Henrik Jonback – tekst piosenki i gitara
- Kasia Livingston – tekst piosenki i wokal poboczny